# Emirates Club Stadium
Emirates Club Stadium – stadion piłkarski w Ras al-Chajma, w Zjednoczonych Emiratach Arabskich. Pojemność stadionu wynosi 4830 widzów. Swoje spotkania rozgrywają na nim piłkarze klubu Emirates Club. Obiekt był jedną z aren piłkarskich Mistrzostw Azji U-19 2012 oraz Mistrzostw Świata U-17 2013.